# Rumex roseus
Rumex roseus är en slideväxtart som beskrevs av Carl von Linné. Rumex roseus ingår i släktet skräppor, och familjen slideväxter. Inga underarter finns listade i Catalogue of Life.